# Jezabel (Biblia)
Jezabel (en hebreo: איזבל‎, romanizado: Izevel; en griego antiguo: Ιεζάβελ, romanizado: Iezábel, latín: Jezabel) según el Tanaj (Antiguo Testamento) fue la reina consorte de Ajab, séptimo rey de Israel entre los años 874 y 853 a. C.
La descripción bíblica de la reina gira a su entorno, cultura y consecuencias, en la movida política y audaz del rey de Israel cuando este contrae matrimonio con la hija de Itobaal, rey de Tiro (Fenicia).
Como reina de Israel promueve el culto a los dioses fenicios Baal y Astarot, mientras distancia el ya establecido culto nacional a Yahweh, provocando un enfrentamiento religioso. La Biblia la acusa de inmoralidad e idolatría. Finalmente fue arrojada desde los muros de su palacio por sus propios sirvientes, según cuenta la tradición, hartos de su opresión y costumbres exageradamente libertinas.

## Antroponimia
Jezabel es la versión latina con la variante caligráfica «iezabel» que su vez viene del griego Ιεζάβελ iezábel, como adaptación del hebreo איזבל Yzebel / Yezebel.
La Guía de Oxford sobre personas y lugares de la Biblia afirma que el nombre «se entiende mejor» como איזה.בעל Yēze-baʿal '¿Dónde está Baal?', un grito ritual de las ceremonias de adoración a Baal, durante los períodos del año en los que se consideraba que el dios estaba en el inframundo.
Pudo haber sido un cognado de la forma original del nombre, ya que se sabía que los israelitas a menudo alteraban los nombres personales que invocaban el nombres de dioses extranjeros.
El nombre con puntos de los masoretas (אִיזֶבֶל) se han especulado como una distorsión deliberada destinada a crear un vínculo entre el personaje y la basura, es decir, la suciedad y la inmundicia, mientras que originalmente, la palabra significaría «altísimo», «elevado». Se pueden encontrar muchas ejemplos bíblicos como Belcebú.

## En la Biblia
Jezabel es una reina del antiguo Israel cuya historia se cuenta en los Libros de los Reyes (I y II, en el Tanaj (las Escrituras hebreas) y el Antiguo Testamento cristiano.
Es presentada como una princesa fenicia, hija del rey Ithobaal I de Sidón, que se casa con el rey Acab del Reino del Norte durante la época en que el pueblo hebreo estaba dividido en los reinos del Norte (Israel) y el Sur (Judá). En el relato bíblico, esta reina aleja al rey Acab del culto monoteísta a Yahweh (el Dios nacional de Israel y Judá) y reinstaura el culto politeísta, cuyas figuras principales son, El, Baal y Asherah, a quien adoraban los fenicios y otros pueblos semíticos.

### Luchas religiosas
Acab y Jezabel permitieron que en Samaria funcionaran templos dedicados a los Baales (Baal, Asherah, entre otros) por lo que entra en contradicción con el culto nacional a Yahweh, y la adoración a otros dioses que recibían respaldo legal. Esto genera una serie de conflictos con el culto monolátrico ya establecido en Israel y tensiones con la vecina Judá, y se la acusa de inmoralidad e idolatría. La nueva creencia se impuso a los ancianos de Israel y al mismo rey, con lo que generó un cambio cultural importante, adoptando el sistema de vida permitido por el dios Baal, lo que generó una serie de conflictos religiosos de gran importancia.
Gracias a esto, Jezabel intentó proscribir el culto al Dios Yahweh y convencer a los hebreos para que siguieran los preceptos establecidos por los dioses fenicios y cananeos, Ishtar (diosa babilónica del amor), y a otros dioses extranjeros. Según el texto bíblico, es en este punto Yahweh en sus celos, condena a Jezabel e Israel a la sequía y con ello a la hambruna. Yahweh envía sus profetas al rey Ajab, para tratar de convencerle de volver a la religión de Yahweh. Jezabel asesina de manera sistemática a los profetas, hasta que el profeta Elías desafía a 450 profetas de Baal a una prueba para determinar cuál es el dios verdadero.
Según las escrituras hebreas en (1 Reyes, 18, 20-40) ambos bandos ofrecieron un reto que consistía en prender la leña donde se había sacrificado un buey, el dios que invocando lograra prender el fuego sería el verdadero. Baal no logró encender el sacrificio de sus seguidores, en tanto el dios Yahvé envió fuego del cielo que quemó el altar de Elías hasta convertirlo en cenizas, aún a pesar de que este había sido mojado en abundante agua. Acto seguido, la audiencia siguió las instrucciones de Elías y mató a los sacerdotes de Baal, ganándose la enemistad de Jezabel. Yahweh, entonces decide enviar lluvia al país después de una fuerte sequía.
No obstante, Jezabel sigue teniendo mucha influencia en la corte y en la religión hebrea, ya que seguiría gobernando Israel incluso tras la muerte de su esposo.

### Muerte de Jezabel
Tras la muerte de Acab, Jezabel continúa mandando a través de su hijo Ocozías, y aún mantiene el culto al panteón semítico. Cuando Ocozías muere tras caer por una ventana y agonizar algunos días, ella continúa ejerciendo el control a través de su otro hijo, Joram. 
En Reyes 2 Re 9:1-10 se dice que Yahweh habla a través del profeta Eliseo (sucesor de Elías), y sitúa a uno de sus siervos, Jehú, como rey en lugar de Joram, ordenándole: golpea la casa de Acab.... Eliseo, pues, ordena a este personaje que destrone a la Casa de Omri y restaure el culto de Judá, por lo que Jehú asesina al rey Joram cuando intenta escapar. 

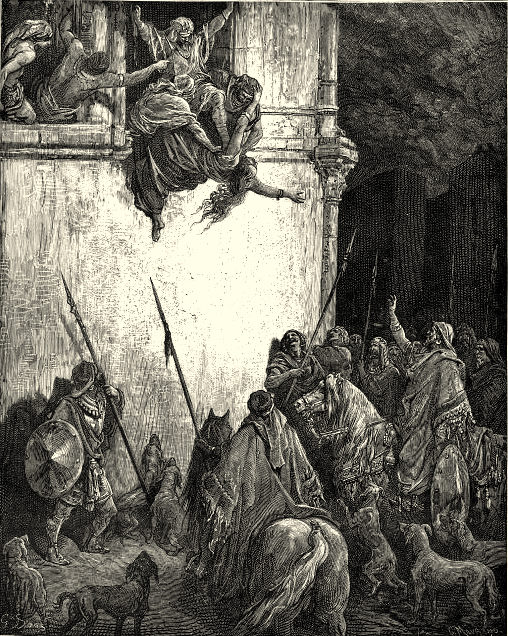
La muerte de Jezabel por Gustave Doré.

El usurpador Jehú se enfrenta luego a Jezabel en Jezrael y anima a sus eunucos a asesinar a la reina madre tirándola por una ventana. Lo hacen y la dejan en la calle para que sea comida por los perros. Según la Biblia, de Jezabel solo quedan el cráneo, los pies y las manos.

### Nuevo Testamento
Jezabel aparece en el libro de Apocalipsis en una visión de Juan en la que Jesús le hace una advertencia. Esta descripción difiere del Tanaj y presenta a Jezabel como una «falsa profetisa» y una mujer seductora. Estas cualidades hasta cierto punto, no aparecen directamente en el Libro de los Reyes y, por lo tanto, el cristianismo añade luz adicional sobre su figura en la tradición judía clásica.